# NGC 2006
NGC 2006 (również ESO 86-SC8) – gromada otwarta, znajdująca się w gwiazdozbiorze Złotej Ryby, w Wielkim Obłoku Magellana. Odkrył ją John Herschel 23 grudnia 1834 roku.